# Post-punk
El post-punk o pospunk es un amplio subgénero de rock surgido a finales de la década de 1970 cuando los músicos se alejarían de la simplicidad cruda y tradicional del punk, adaptando en cambio una variedad de influencias del avant-garde. Inspirados por la energía punk y la ética DIY pero decididos con la idea de romper con los clichés del rock, los artistas de post-punk experimentarían con estilos como el jazz, la electrónica y el funk, así como con las técnicas de producción del dub y la música disco, destacando también la intersección frecuente entre el arte y la política, incluyendo la teoría crítica, el arte moderno, el cine y la literatura. Se produjeron sellos independientes de discos, de artes visuales, de espectáculos multimedia y fanzines.
La vanguardia temprana del post-punk sería representada por grupos como Siouxsie And The Banshees, Joy Division, The Cure, The Chameleons, Public Image Ltd., Magazine, Wire, The Pop Group, Cabaret Voltaire, The Psychedelic Furs, Pere Ubu, Talking Heads, Devo, Gang of Four, The Slits, Triángulo de amor bizarro y The Fall.

## Definición
El post-punk es un extenso género emergido del entorno cultural del punk rock a finales de los años 70. Originalmente denominado como «new musick» [sic] (en español: «nueva música», con una «K» después de la «C»), el término sería ocupado por diferentes autores a finales de los 70 para describir a aquellos grupos que se alejarían del estándar garage rock del punk para adentrarse a áreas más diversas. Jon Savage de la revista Sounds ya ocuparía la palabra «post-punk» a principios del 1978. Paul Morley de NME también afirmaría que el mismo «posiblemente» había inventado el término. En la época, había un sentimiento de entusiasmo renovado sobre lo que la palabra definiría, con Sounds publicando numerosos editoriales preventivos sobre new musick. Ya para el fin de la década, algunos periodistas usarían «art punk» como peyorativo para las bandas derivadas del garage rock que eran consideradas demasiado sotisficadas y fuera de lugar con el dogma punk. El término «art» en si solía llevar connotaciones negativas, como «agresivamente vanguardista» o «pretenciosamente progresivo». Adicionalmente, había ciertas preocupaciones sobre la autenticidad de aquellas bandas.

## Historia

### Orígenes
Durante la primera ola del movimiento punk, bandas como Ramones y Sex Pistols entre otros, comenzaron a desafiar los estilos y convenciones de la música rock de ese momento mediante el uso de acordes y progresiones básicos y poniendo un mayor énfasis en la velocidad y actitud. Más tarde algunas bandas comenzaron a experimentar con estructuras inusuales y un enfoque artístico más introvertido, complejo y experimental que el punk rock clásico. 

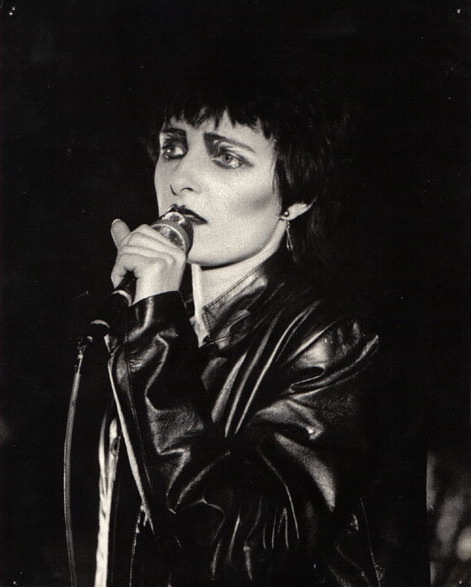
Siouxsie Sioux del grupo Siouxsie And The Banshees en 1980

Si bien el movimiento surgió originalmente en el Reino Unido, posteriormente se produjeron otras manifestaciones importantes de este movimiento musical en otros países, como por ejemplo en Estados Unidos con Television, Pere Ubu, Wipers, Minutemen, The Gun Club y Mission of Burma; En Alemania con Pink Turns Blue y Xmal Deutschland; En Argentina con Patricio Rey y sus Redonditos de Ricota, Sumo, Soda Stereo y Los Violadores; En Irlanda con Virgin Prunes y U2; y Australia con The Birthday Party y Foetus.
En la primera mitad de la década de 1980 comenzaron a gestarse nuevos estilos musicales derivados del post-punk y el punk rock tales como el rock alternativo; pero, sin lugar a dudas, el género que más ha tomado influencias de esta música ha sido el rock gótico, que añadió la música y la estética glam rock con una tonalidad más oscura y, en algunos grupos, el uso de sintetizadores con ambientes siniestros y, en otras bandas la velocidad de las guitarras con un sonido sucio y voces ciertamente sátiras al post-punk formado a finales de los setenta y principios de los ochenta.

### Desarrollo

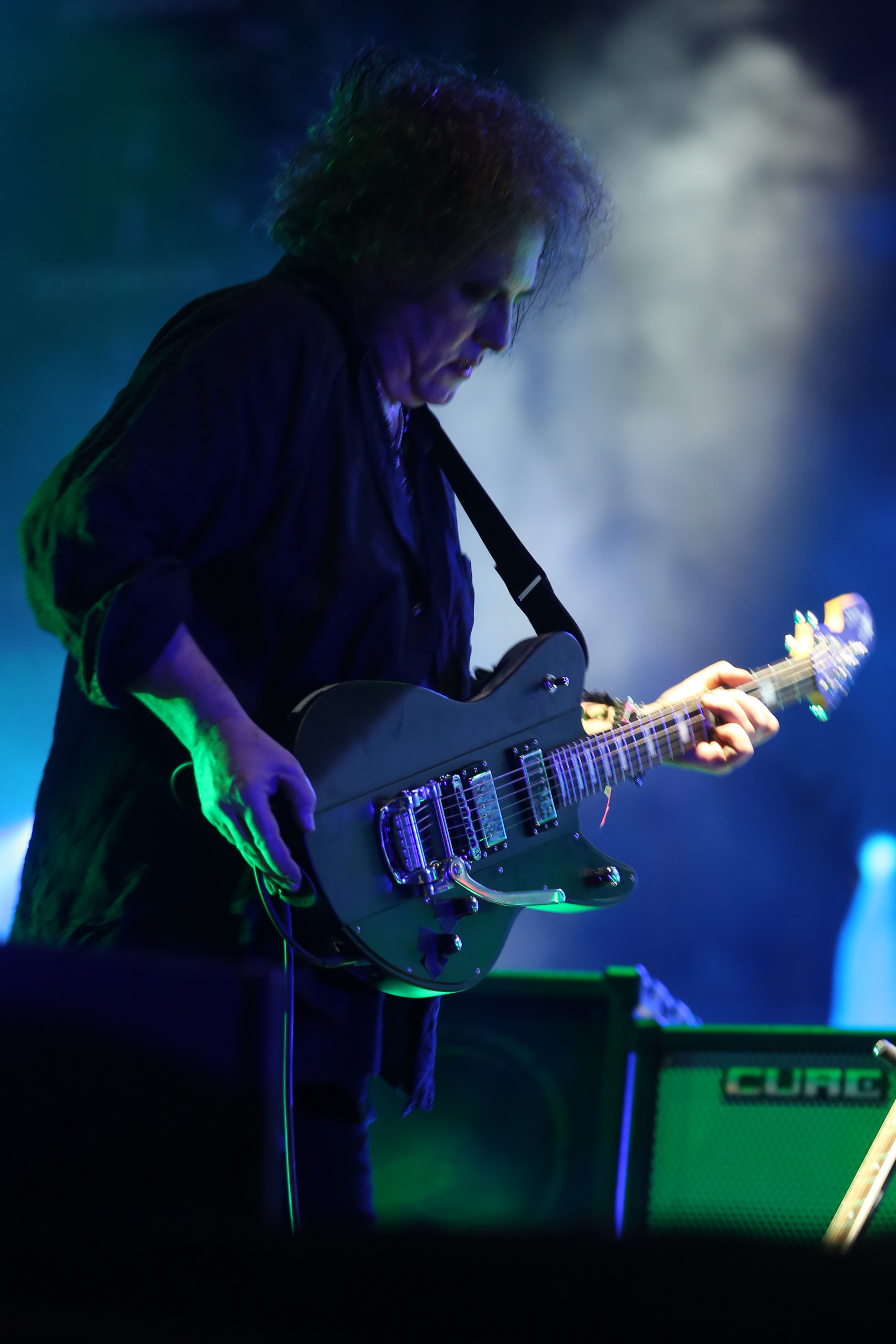
Robert Smith en 2007

El post-punk estableció las bases para el rock alternativo y el rock gótico, expandió la idea de elementos del krautrock, la música dub jamaicana, el funk estadounidense, la música ska y la experimentación en el estudio. Artistas que influenciaron al post-punk son iconos del rock como David Bowie con Low, Héroes y Lodger, Iggy Pop con The Idiot y Lust For Life y los primeros trabajos de The Velvet Underground.
Ejemplos de bandas importantes de post-punk incluyen a Siouxsie And The Banshees, Wire, Talking Heads, Magazine, The Fall, Public Image Ltd., Killing Joke, Bauhaus, Devo, The Psychedelic Furs, The Cure, Echo & The Bunnymen, Gang of Four, XTC, Sad Lovers & Giants, The Chameleons y Joy Division que a la muerte de su cantante Ian Curtis se rebautizó como New Order. Con su primer álbum The Scream, Siouxsie and the Banshees fueron citados como una influencia por músicos de Joy Division.
Magazine, que se formó a partir de los Buzzcocks, por ejemplo, o Public Image Ltd. de los Sex Pistols. Una lista de predecesores del género incluyen a Television, cuyo álbum Marquee Moon, aunque lanzado en 1977 (cuando el punk se estaba formando), es considerado post-punk en estilo (sin embargo, muchos consideran a bandas como Television y New York Dolls como bandas punk). Otros grupos, como The Clash y The Jam, siguieron siendo bandas de naturaleza punk pero inspiraron y fueron inspirados por elementos del movimiento post-punk.

## En Latinoamérica y España
En lo que respecta a la escena hispanohablante, las bandas españolas Parálisis Permanente y Décima Víctima fueron las pioneras del post-punk en los años 1980 coincidiendo con el movimiento cultural conocido como la Movida. (Depresión Sonora es la banda más conocida de post-punk de España en la actualidad).
Al mismo tiempo, la banda argentina Sumo haría lo propio influida por este movimiento surgido en el Reino Unido, e inspirando la creación de bandas como Soda Stereo. Parálisis Permanente fue hacia un post-punk y new wave más siniestro terminándose de encasillar como una banda perteneciente a la corriente del rock gótico y del deathrock.
En cuanto a Soda Stereo, en sus cuatro discos de los años ochenta se aprecia esta influencia, especialmente en el exitoso álbum Signos de 1986, en el que se marca mucho este estilo. 

Soda en 1986

En México, para finales de los setenta aparecen Dangerous Rhythm tomando el nombre de una canción de Ultravox; además de Size de dónde Javier Baviera sale en los primeros meses y forma Rebel d´Punk en uno de los barrios más populares al norte de la capital, contrastando con Los Pijama A Go-Go siendo de una zona más privilegiada de la ciudad; la mayoría de agrupaciones integrada por músicos provenientes del sector del rock progresivo experimental; solo las dos primeras logran tener grabaciones oficiales publicadas en 1980, ambas por el sello New Rockers. En la década otros grupos cambian su sonido, por ejemplo Chac Mool edita Caricia Digital en 1984 en una disquera trasnacional, una producción con una estética new wave. Size se desintegrá y después de un concierto en Cuernavaca en 1985, Walter Schmidt y Carlos Robledo se unieron a Ulalume Zavala y Humberto Álvarez para formar el grupo de synthpop Casino Shanghai, con el que grabaron el disco Film, publicado en 1984 en un sello independiente llamado Comrock. Otro grupo clave sería Syntoma y su disco No Me Puedo Controlar publicado en 1983 por el sello Trópico Digital. Todo esto serviría de influencia a bandas comerciales que se etiquetan como "Rock en tu idioma": Caifanes, Santa Sabina, Fobia, Café Tacuba, Los Amantes de Lola, Neón, MCC, y para proyectos independientes como Sangre Asteka, Década 2, T.N.T. , Las Ánimas, y muchas otras que ni siquiera logran grabar, adoptando una imagen propia del post-punk y con estilos musicales diversos, cargados de new wave con elementos de música hispanoamericana algunos y otros a nivel de cualquier país de Europa.
En Perú, el músico hispanoperuano Miki González fue también influenciado por esta escena inglesa del post-punk, llegando a componer canciones de este estilo en álbumes como Tantas veces de 1987 con una de sus canciones más clásicas, Vamos a Tocache. También fueron influenciados por este estilo Voz Propia y Salón Dadá, formados a mediados de los ochenta.
En Chile los cultores de este estilo fueron Los Prisioneros, Emociones Clandestinas, Cura Fácil (Osorno), Los Morton, Los Super Sordos, Los Peores de Chile, Machuca (Concepción) y, más contemporáneamente, Los Miserables.
Por su parte, en Venezuela se toma como parte de este género a Sentimiento Muerto. 

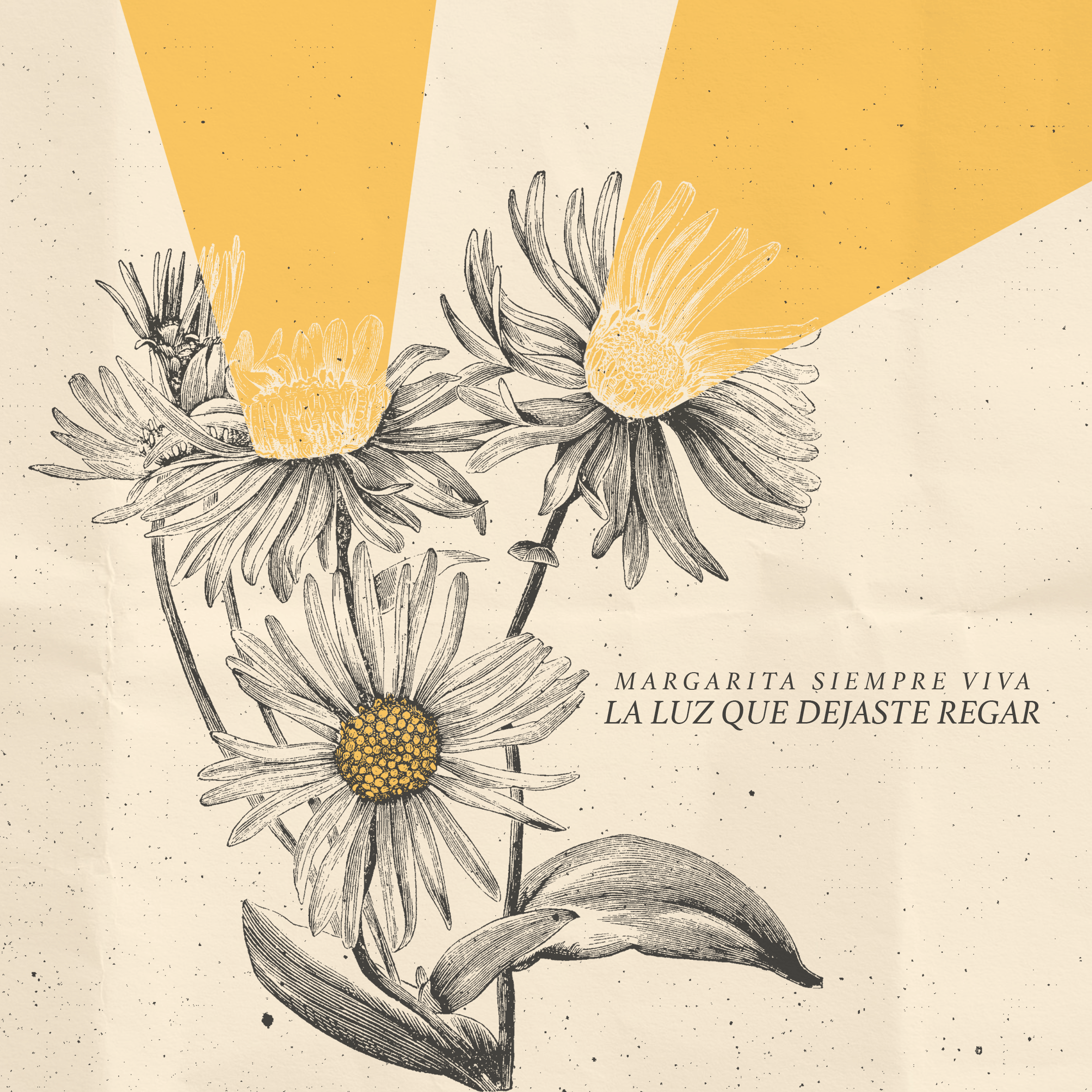
La Luz Que Dejaste Regar (2017). Margarita Siempre Viva (Bello, Colombia)

En Colombia el representante más importante del género es Hora Local siendo pioneros, mientras que Estados Alterados en su primer álbum homónimo presenta gran influencia del género.
En Uruguay las bandas que tuvieron más influencias del post punk fueron:
1) Los Estómagos (1983/ 1989). Principalmente sus tres primeros discos "Tango que me Hiciste Mal", La Ley es Otra" y el homónimo "Estómagos" presentan claramente un sonido crudo emanado de Bauhaus y Joy Division en canciones como "Esa pasión", " Los seres vivientes", "Frío Oscuro", "Ningún lugar", y letras introspectivas de poética oscura y desencantada.
2) La Tabaré Banda (1985/ sigue activa). Es una banda que siempre esquivó los clichés del rock desde su primer álbum hasta el último. Tomando la energía del punk transitó por todos los caminos artísticos, desde el teatro a la poesía, la danza, las artes visuales, etc. Agregando a su rock, pasajes de tango, folclore, jazz, rock progresivo, experimental, etc. siempre con actitud y atención sociopolítica en sus textos y una marcada "uruguayidad".    
3) Zero. Su disco "Visitantes" de 1987 es un gran representante del post punk con toques new wave, desde la estética, la música y las letras con canciones como "Riga", "Ahuyentando el miedo" y "Soy Escorpión" entre otras. En 1995 volvieron a unirse reeditando "Visitantes" con el agregado de "No cambies" (una versión fabulosa del tema "Don't change" de INXS.)
4) También debemos incluir a la banda Traidores especialmente a partir de su tercer disco "Traidores" (conocido como el "Disco Negro") de 1988, donde a su sonido punk más crudo le incorporan los teclados.

## Recepción
La evolución que supuso el post punk con respecto a su antecesor es criticada por suponer un cambio en la forma de concebir la música y los mensajes transmitidos. Algunos críticos con el género señalan el movimiento post punk como una asimilación comercial del punk y de sus mensajes subversivos, siendo sustituidos por letras más individuales y por mensajes menos revolucionarios. Esta evolución sigue hasta nuestros días en las sucesivas revisiones que ha tenido el género.